# Žižice
Žižice (Duits: Seysitz) is een Tsjechische gemeente in de regio Midden-Bohemen en maakt deel uit van het district Kladno. Het dorp ligt op ongeveer 5 km afstand van Slaný.
Žižice telt 762 inwoners (2024).

## Geografie
De gemeente Žižice bestaat uit de volgende plaatsen:
- Žižice;
- Drnov;
- Luníkov;
- Mlýnek;
- Osluchov;
- Vítov.

Het hoogste punt van de gemeente is een grote stortplaats in Drnov op een hoogte van 318 meter.

## Geschiedenis
De eerste schriftelijke vermelding van Žižice (en Vítov) dateert van 1318. Van de 16e eeuw tot en met 1848, het jaar dat het feodalisme werd afgeschaft, was Žižice in handen van de monniken van het Břevnov-klooster. Vanaf 1849 maakte Žižice samen met Vítov deel uit van de gemeente Luníkov. In 1874 werd het dorp weer onafhankelijk. Ergens daarna werd het met Luníkov, Vítov en Drnov samengevoegd tot één gemeente onder de huidige naam.
Tussen 1869 en 1921 was Osluchov onderdeel van de gemeente Zvoleněves in het district Slaný, en tussen 1930 en 1960 een zelfstandige gemeente. Sinds 1960 behoort het dorp weer tot de gemeente Žižice. Eveneens sinds dat jaar is Žižice een zelfstandige gemeente binnen het district Kladno.
In 2019 ontving de gemeente een oranje lintje voor de samenwerking tussen de gemeente en een landbouwentiteit in de regionale ronde van de wedstrijd Dorp van het jaar.

### Burgemeesters (selectie)
Hieronder volgt een onvolledige lijst met burgemeesters van het dorp:
| Periode    | Naam              |
| ---------- | ----------------- |
| 1947–1950  | Václav Cimrman    |
| 1950–1957  | Václav Vais       |
| 1957–1960  | Vojtěch Hanzal    |
| 1960–1963  | Vlastimil Ungr    |
| 1963–1971  | Karel Kasina      |
| 1994–1998  | František Vondra  |
| 1998–2002  | ing. Václav Sojka |
| 2002–heden | Vratislav Rubeš   |

## Voorzieningen
Žižice, Luníkov, Mlýnek en Vítov zijn aangesloten op het waterleidingnet. In Drnov en Osluchov zijn alleen openbare en particuliere waterputten te vinden. Het is op termijn echter wel de bedoeling om die twee dorpen ook aan te sluiten. In de gemeente Žižice zijn twee kleine waterzuiveringsinstallaties in bedrijf. Op 5 mei 2008 startte de bouw van de eerste in Luníkov; op 2 oktober werd de installatie opgeleverd. In mei 2010 volgde de oplevering van de tweede en tussen 2010 en 2012 zijn bedrijven en huishoudens in de gemeente erop aangesloten. Tussen Vítov en Žižice werd in 2015 een waterbekken met dam geopend.
Er is geen supermarkt in Drnov, Osluchov, Luníkov en Vítov. In Žižice is een buurtsuper: ZOD Žižice. Verder is er een dorpscafé dat uitgebaat wordt door de gemeente en een dorpscentrum. Ook zijn er een kleine huisartsen- en tandartspraktijk gevestigd van zorginstellingen uit Slaný en Zvoleněves.
Qua educatie is er een openbare, gemeentelijke kleuterschool in Žižice. Er is plek voor 22 kinderen, maar dit aantal wordt niet altijd gehaald. Daarnaast is er een basisschool, die naast dorpskinderen ook wordt bezocht door kinderen uit Slaný en Zvoleněves. Verder beschikt het dorp over een sportveld en voetbalclub genaamd FK Žižice, dat bestaat uit zowel een team voor kinderen als voor volwassenen.

## Verkeer en vervoer

### Autowegen
Er leiden regionale wegen naar het dorp: weg I/16 verbindt Žižice, Luníkov en Vítov met Slaný enerzijds en Mělník anderzijds en weg I/16J verbindt de gemeente met Slaný en Ješín, en sluit na Ješín aan op weg I/16.
Weg I/16J werd in 2019 aangelegd om de verkeersdrukte in Vítov te verlagen, en op 18 december dat jaar geopend. Het tweede deel daarvan werd op 21 december 2020 in gebruik genomen, waardoor ook de verkeersdrukte in Luníkov afnam. Beide projecten waren onderdeel van een groter project om de verbinding tussen Slaný en Velvary te verbeteren.

### Fietsroutes
Fietsroute 202 loopt door Žižice, Vítov en Osluchov, en verbindt de dorpen met Louny, Slaný en Kralupy nad Vltavou.

### Spoorlijnen
Er is geen spoorlijn of station in de gemeente. Het dichtstbijzijnde station is Zvoleněves, op 3 km afstand. Dat station ligt aan spoorlijn 110 Kralupy nad Vltavou - Slaný - Louny.

### Buslijnen
In 2019 werd de gemeente Žižice - tezamen met de rest van de regio Slaný - aangesloten op het systeem van Pražská integrovaná doprava (PID).
Er zijn acht bushaltes in de gemeente:
| Halte                   | Lijn(en)    | Traject(en)                                                 | Vervoerder(s)              |
| ----------------------- | ----------- | ----------------------------------------------------------- | -------------------------- |
| Žižice                  | 593 594 623 | Slaný - Velvary Slaný - Zlonice Velvary - Kladno            | ČSAD Slaný ČSAD MHD Kladno |
| Žižice, Drnov           | 593 594     | Slaný - Velvary Slaný - Zlonice                             | ČSAD Slaný                 |
| Žižice, Luníkov         | 593 594 617 | Slaný - Velvary Slaný - Zlonice Slaný - Kralupy nad Vltavou | ČSAD Slaný                 |
| Žižice, Osluchov        | 623         | Velvary - Kladno                                            | ČSAD MHD Kladno            |
| Žižice, Vítov           | 617         | Slaný - Kralupy nad Vltavou                                 | ČSAD Slaný                 |
| Žižice, nad Hřištěm     | 617         | Slaný - Kralupy nad Vltavou                                 | ČSAD Slaný                 |
| Žižice, odb. Luníkov    | 623         | Velvary - Kladno                                            | ČSAD MHD Kladno            |
| Žižice, odb. Zvoleněves | 593 594     | Slaný - Velvary Slaný - Zlonice                             | ČSAD Slaný                 |

## Bezienswaardigheden
De linie van vooroorlogse Tsjecho-Slowaakse vestingwerken liep door het dorp. Van de tientallen objecten zijn er twee bewaard gebleven en gerestaureerd: vestingwerk vz. 37 A-9/22/A-120Z aan de noordkant van Žižice, aan de weg naar Vítov, en vestingwerk vz. 36 IXb/43/A op een beboste heuvel boven Mlýnek.
Op het dorpsplein is een gedenkplaat te vinden, ter nagedachtenis aan de slachtoffers van de wereldoorlogen. Die van de Eerste (1914-1918), noemt Boh. Grünwald en Josef Vojtěch als slachtoffers; die van de Tweede (1938-1945) is blanco.
In 1741 werd een beeld van Sint Procopius door het Břevnov-klooster aan het dorp geschonken. Het beeld is vervaardigd door Karel Josef Hiernle en beeldt Sint Procopius af met een staf in de rechterhand en kruk met smeedijzeren hoofd in de linkerhand, twee engelen aan weerszijden en een bel erboven. In het begin van de jaren 1970 werd het beeld verwijderd wegens de aanleg van een weg en tijdelijk overgebracht naar de Kerk van de Heilige Drie-eenheid in Slaný. In 2018, ter gelegenheid van de herdenking van de oprichting van de Tsjechische Republiek, werd een deel van het beeld gerestaureerd en op een stenen sokkel geplaatst.

## Geboren in Žižice
- Vladimír Jelínek (1934), een glaskunstenaar
- Alois Ušák (1875–1935), burgemeester van Žižice en senator van de eerste Revolutionaire Nationale Assemblee van Tsjecho-Slowakije
- Josef Richter (1911–1989), een piloot die tijdens de Tweede Wereldoorlog in de Royal Air Force diende

## Galerĳ

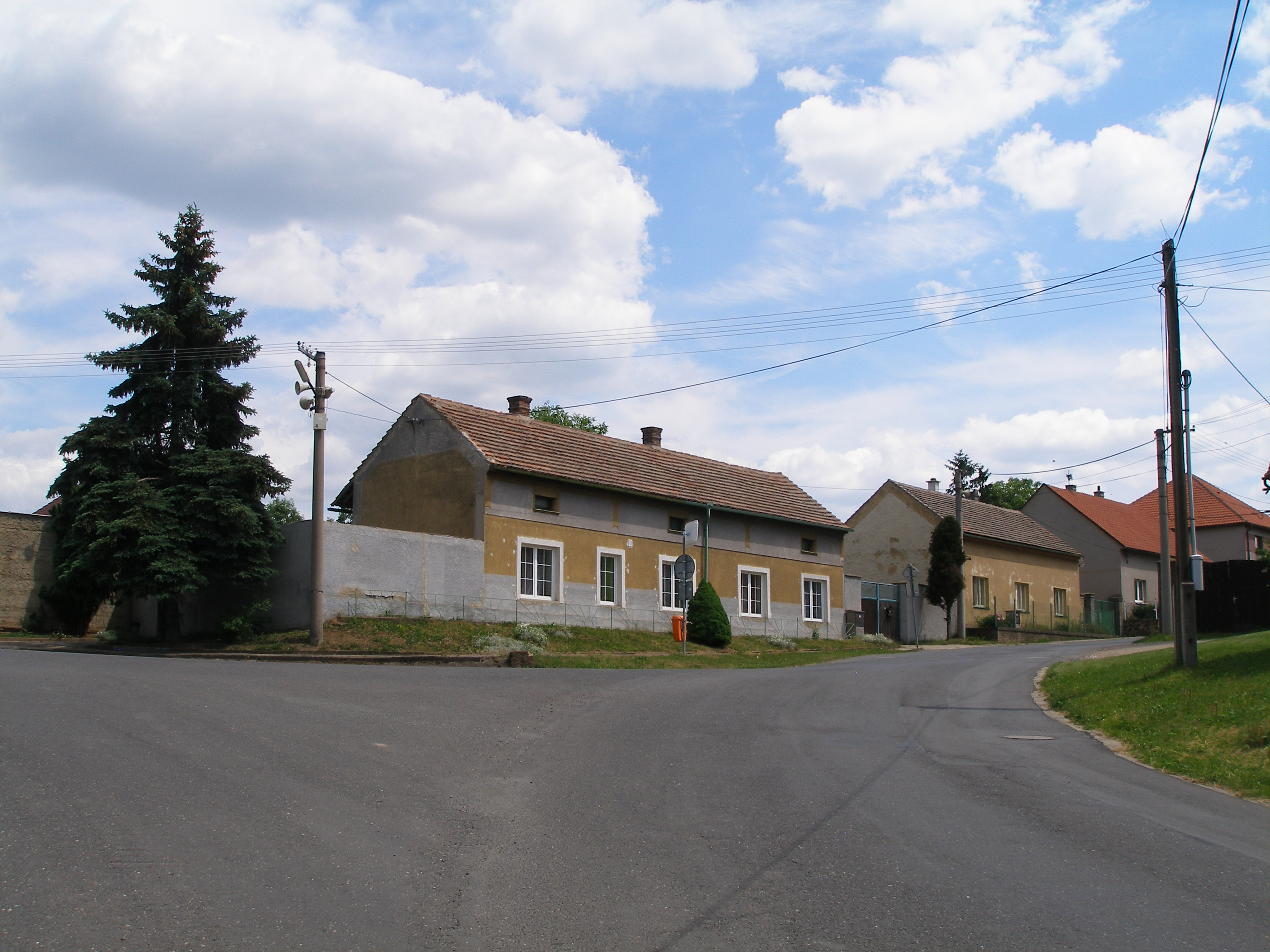
Huizen in Žižice
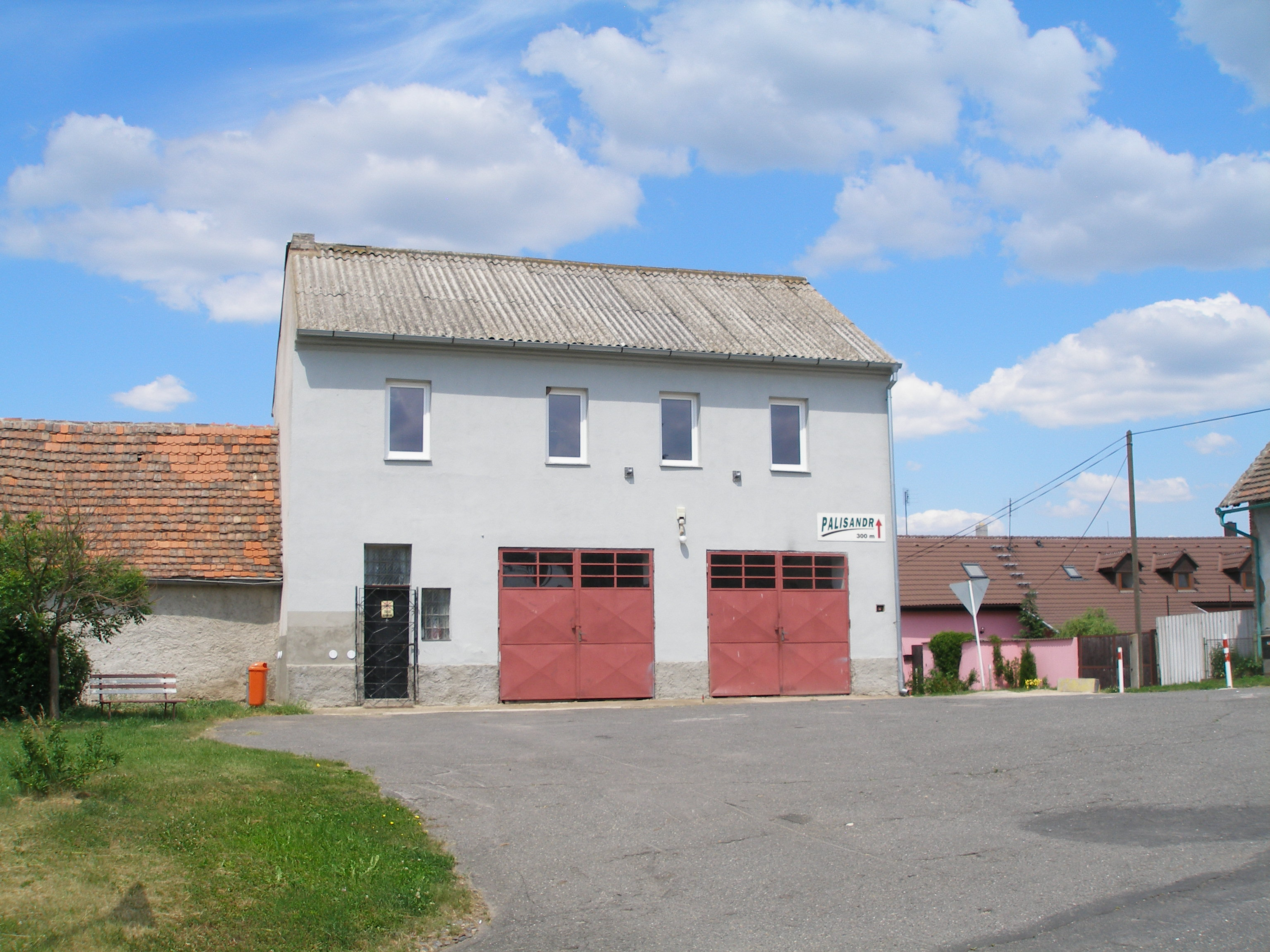
Garage in Žižice
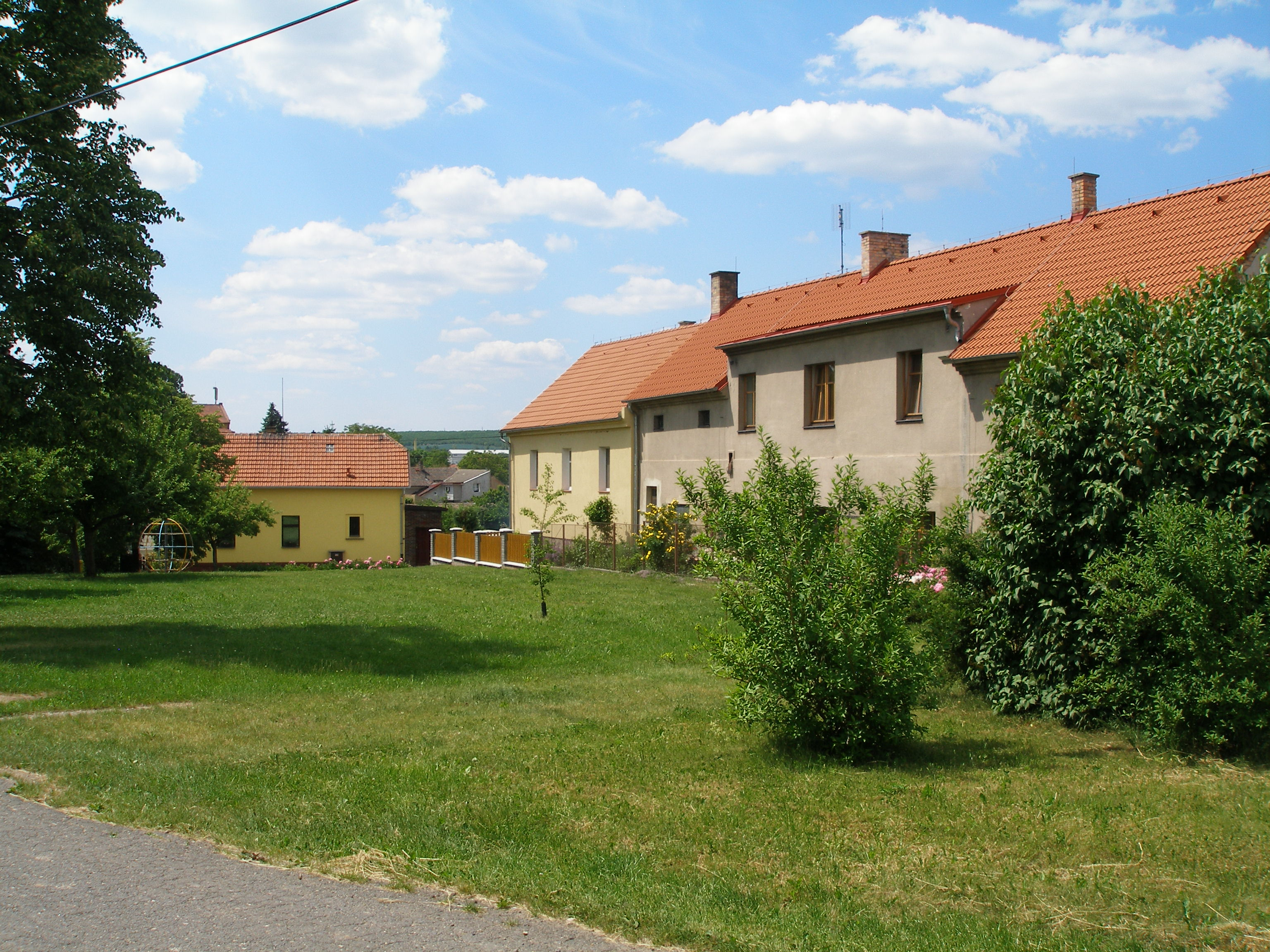
Bedrijf in Žižice
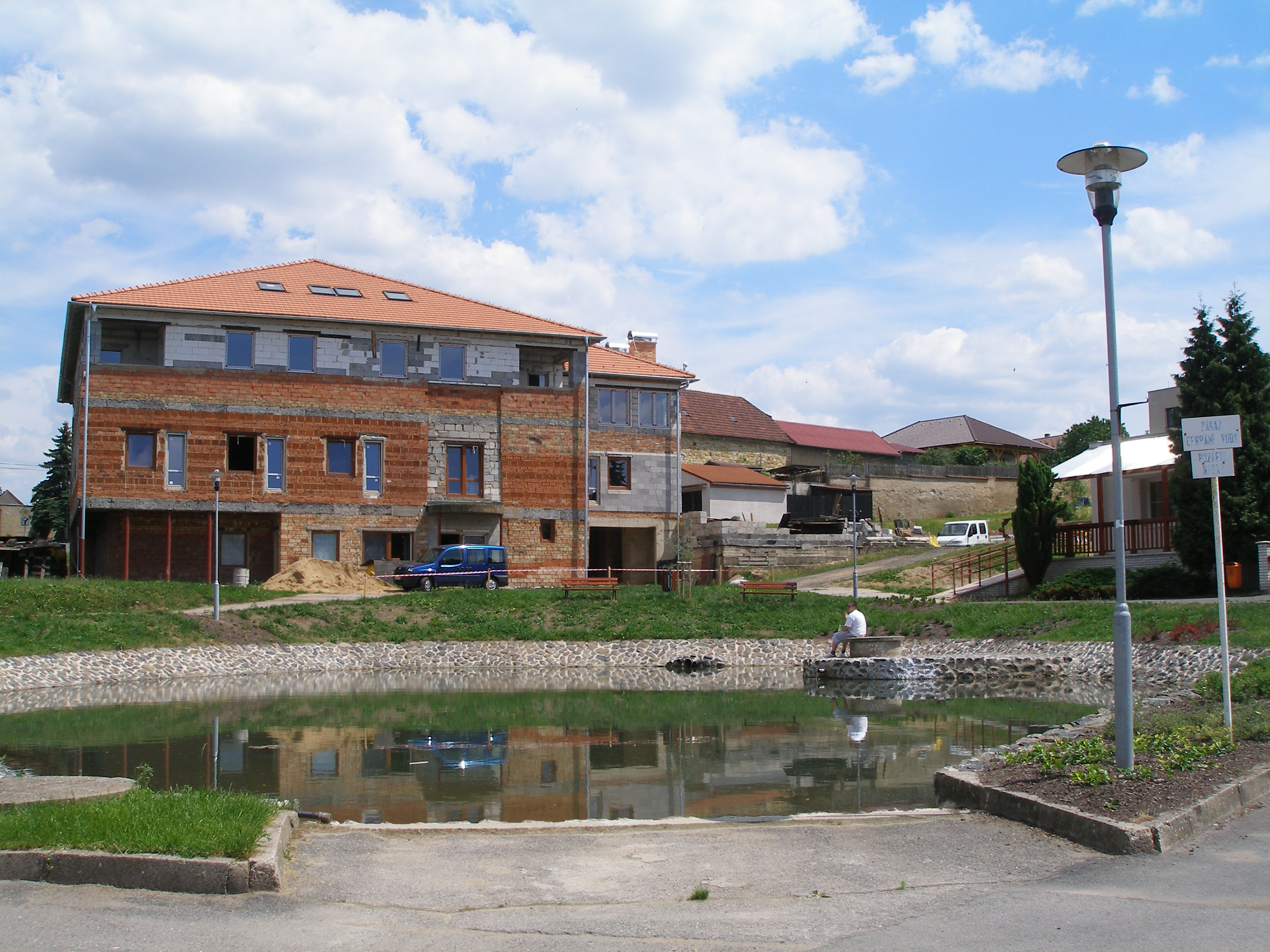
Nieuwbouw bij de dorpsvijver
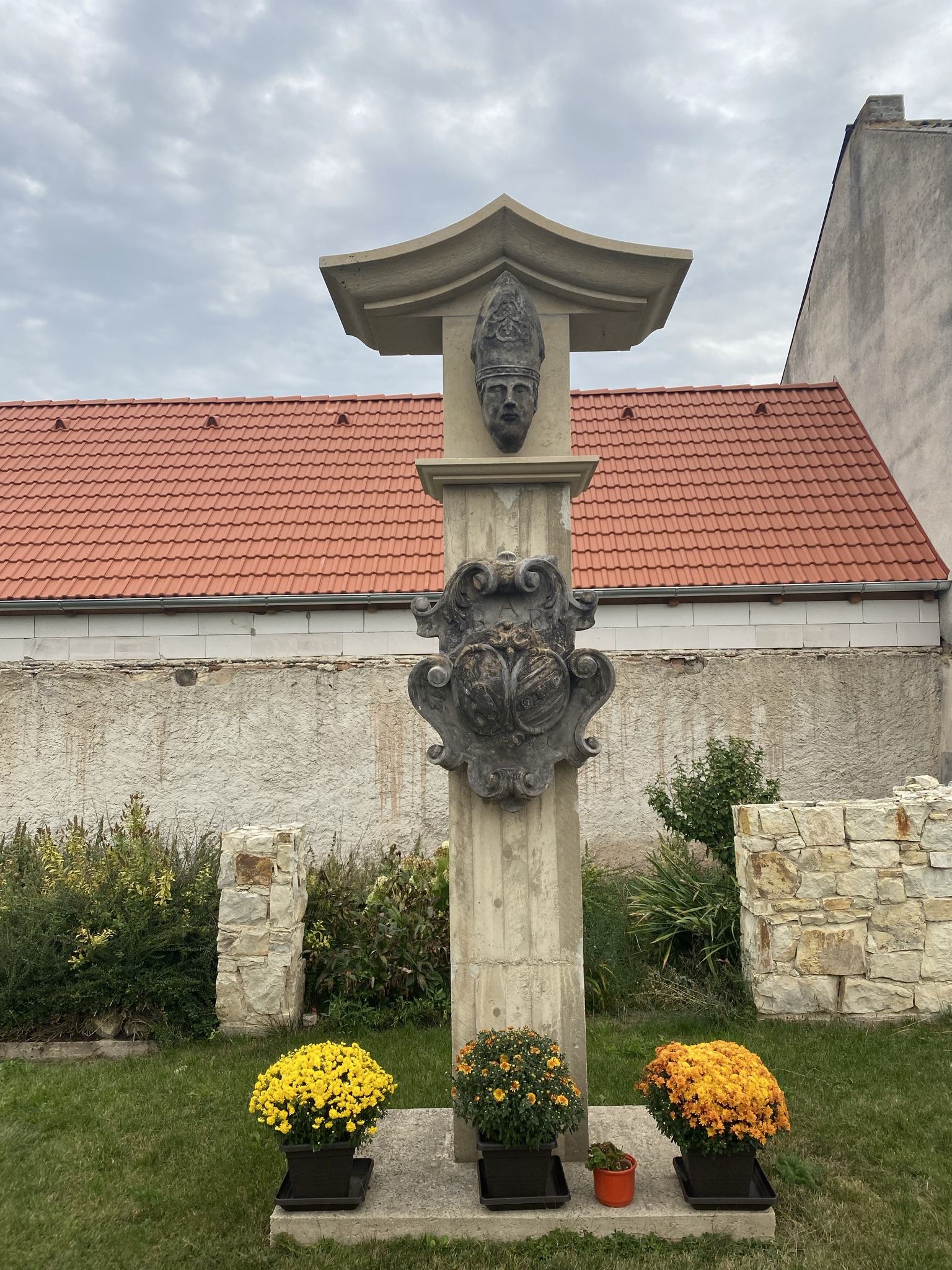
Beeld van Sint Procopius
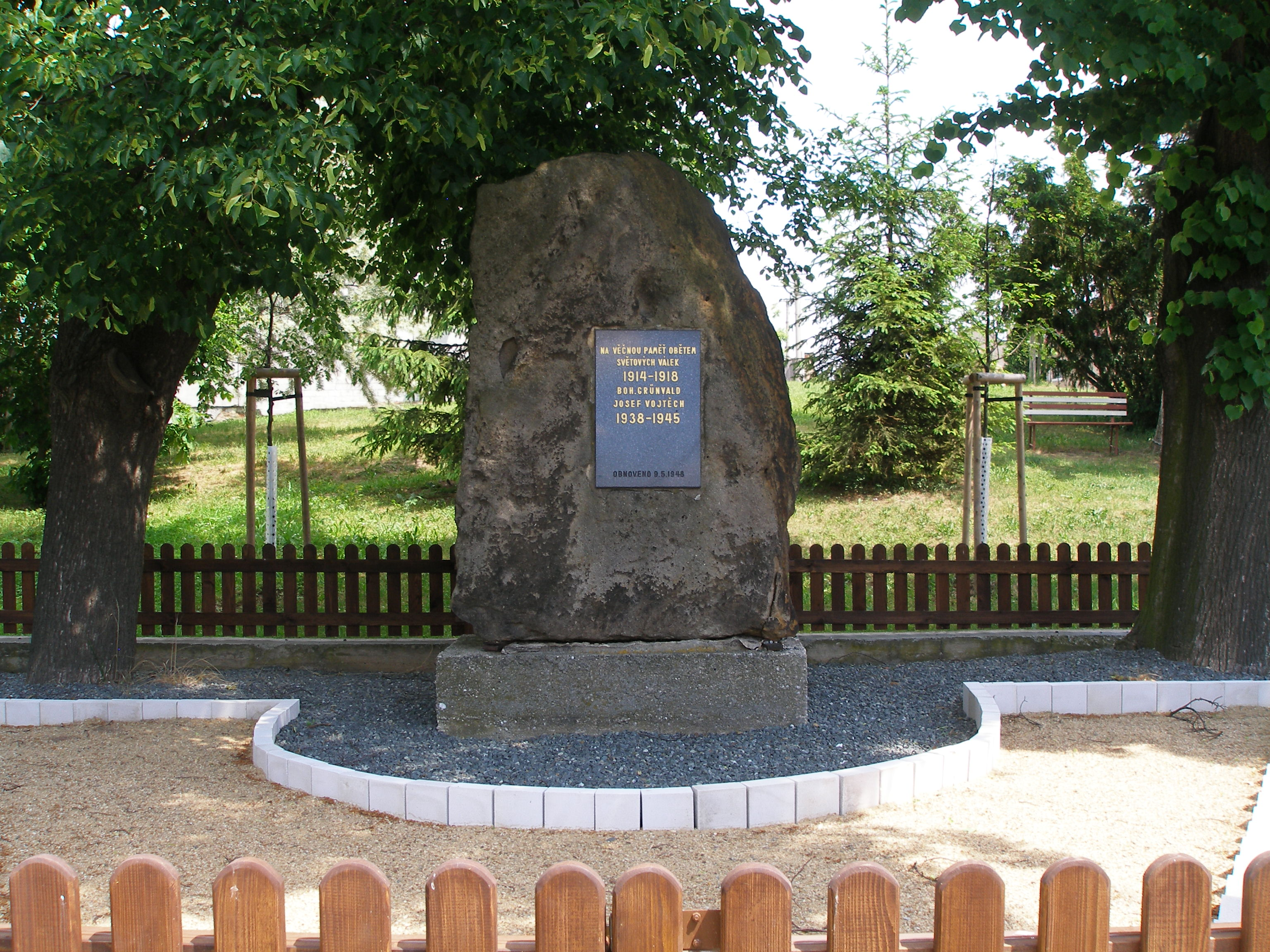
Gedenkplaat slachtoffers van de wereldoorlogen